# Pulsen (företag)
Pulsen AB är ett svenskt företag verksamt inom IT, fastigheter, hustillverkning och kundservice. Företaget grundades i Borås 1964 av Wigar Bartholdson och är ett av Sveriges äldsta IT-företag. 

## Historia[1]
Pulsen grundades 1964 av Wigar Bartholdson under dåvarande namnet Datakonsult Wigar Bartholdson HB. Bakgrunden var att Wigar Bartholdson 1959 hade anställts på Sveriges Förenade Trikåfabriker som 1960 hade beställt en av de första IBM-datorerna, en IBM 1401, för att rationalisera det administrativa arbetet på tekoföretaget. 1964 grundade Bartholdson Datakonsult Wigar Bartholdson HB. 1967 ombildades företaget till ett aktiebolag och bytte då namn till Boråsdata AB. Bland kunderna märktes tekoföretaget Saxylle-Kilsund i Borås och postorderföretaget Bröderna Wennerlund, också från Borås.
1974 gjorde företaget sin första fastighetsaffär då man köpte en fastighet på Skaraborgsvägen i centrala Borås dit Boråsdata också flyttade sitt kontor.  1974 bildar Boråsdata ihop med Eiser och Josefssons Postorder det gemensamägda bolaget Sjuhäradsdata. Kort efter bildandet av Sjuhäradsdata tas de första online-systemen i bruk. Under början av 1980-talet gjorde Pulsen sin andra fastighetsaffär då man köpte kvarteret Blåklinten i centrala Borås. 
1983 blev Pulsen återförsäljare av IBM:s nya persondator, IBM 5150, och ett drygt år efter, i december 1984 introducerades man på Stockholmsbörsens OTC-lista. I samband med listningen på OTC-börsen bytte man också namn från Boråsdata till Pulsen. 1989/1990 hade företaget en omsättning på 118,7 miljoner, mer än en fördubbling jämfört med när man introducerades på OTC-listan 1984. 
1992 köpte Wigar Bartholdson tillbaka Pulsen från OTC-listan och samma år förvärvade Pulsen det Göteborgsbaserade datorföretaget Rowika, som var stora inom persondatorer, systemlösningar och nätverk. 1992 startade Pulsen också sin datadistributörsverksamhet PEDAB. 1999 nådde Pulsen en omsättning på 918 miljoner och ett rekordresultat på 66,7 miljoner. Under 2000-talet gjorde företaget sitt första fastighetsförvärv i Stockholm med fastigheten Växten i Bergshamra, Solna kommun. 
2012 förvärvade Pulsen småhustillverkaren Hjältevadshus inklusive tre fastigheter i Hjältevad, Hultsfred och Hässleholm. Året efter, 2013, köpte Pulsen kundserviceleverantören Releasy med tjänster inom kundservice och försäljning.
2017 lämnade Wigar Bartholdson, över VD-skapet till en av sina söner och tog i stället posten som arbetande styrelseordförande i familjeföretaget. I november 2017 köpte Pulsen sju fastigheter från Stadsporten AB. Året efter, 2018, nådde Pulsen för första gången en omsättning på över 3 miljarder. Samma år förvärvade Pulsen också det Borås-baserade IT-företaget Make IT. 2020 gick datadriftdelen inom Pulsen AB, Pulsen Production, och datacenterexperten Shibuya Crossing samman i ett gemensamt bolag, Shibuya. 2021 köpte fastighetsdelen i Pulsen två fastigheter i centrala Borås.  2021 köpte Pulsen också in sig i regnklädestillverkaren Grundéns.